# The First Step: Chapter Three
THE FIRST STEP: CHAPTER THREE es el tercer sencillo de la banda masculina surcoreana TRASURE. Se lanzó como continuación de THE FIRST STEP: CHAPTER TWO el 6 de noviembre de 2020, bajo de YG Entertainment y se distribuyó por YG Plus . La apertura de pedidos anticipados fue el 27 de octubre.  El álbum fue producido por AFTRSHOK, Czaer y Future Bounce. THE FIRST STEP: CHAPTER THREE es principalmente un disco con mezclas de rap y hip hop con elementos lo-fi y trap .

## Antecedentes y lanzamiento
El 26 de octubre de 2020, se confirmó que TREASURE lanzaría su tercer sencillo el 6 de noviembre, tres meses desde su debut y a 49 días desde el lanzamiento de su segundo álbum sencillo, THE FIRST STEP: CHAPTER TWO.  El 27 de octubre se subió el vídeo conceptual del álbum. En un clip de 35 segundos, se presentaron a los 12 miembros y dieron una pista sobre el concepto del álbum.  Los pedidos anticipados del álbum comenzaron el 27 de octubre.  El 28 de octubre se reveló el póster del nombre del álbum. El 29 de octubre se reveló la lista de canciones del álbum. El álbum contendría un total de cuatro temas, incluidas dos canciones nuevas y sus versiones instrumentales. 
Los miembros YOSHI, HYUN SUK y HARUTO fueron acreditados como escritores, mientras que ASAHI fue acreditado no solo como escritor sino también como compositor por primera vez.  A partir del 2 de noviembre, el grupo reveló 18 segundos del clip de baile del sencillo principal 'MMM' cinco veces cada medianoche, revelando en total la mitad de la canción, que dura aproximadamente 1 minuto y 30 segundos, antes del lanzamiento del álbum.  Los pósteres de los miembros individuales se publicaron entre el 2 y el 3 de noviembre.   El 5 de noviembre se subió un vídeo conceptual y un póster de 'MMM'. 
El 19 de noviembre, se subió un cartel de "Próximamente" con ilustraciones dibujadas por ASAHI, adelantando el video de la presentación en vivo de 'ORANGE'.  El tercer sencillo del grupo fue publicado el 6 de noviembre, junto al video musical de la canción principal. 

## Composición
Según YG, 'MMM' es "una canción del típico género hip hop con un BPM de 80", que es "más lenta que los lanzamientos anteriores, pero será una canción que transmita una impresión más fuerte". 
Al igual que los dos sencillos anteriores de TREASURE, THE FIRST STEP: CHAPTER ONE y THE FIRST STEP: CHAPTER TWO, el tema principal de la canción son "las emociones de un chico que se enamoró". 
En la cuenta regresiva en vivo realizada por el grupo el 6 de noviembre de 2020, la canción se describe como "una canción trap híbrida con un ritmo fuerte". El grupo expresó su deseo de "presentar el hip hop con un estado de ánimo joven" a través de la canción. En particular, HYUN SUK, miembro del grupo, declaró que "expresó [sus] pensamientos y emociones de [sus] 20" a través de la letra de la canción. 
'ORANGE' es una "canción de género balada que enfatiza las emociones del newtro y el lo-fi". La letra de la canción "muestra cómo [los amantes] se aferran al tiempo porque no quieren separarse [hasta que el otro se vuelve naranja bajo el atardecer]". La canción "presenta calidez como el sol que sale cada día". ASAHI, compositor y escritor de la canción, "logró llegar al alojamiento porque la línea principal de la canción cruzó por su mente". 

## Promoción
El 6 de noviembre de 2020, TREASURE realizó una "cuenta regresiva en vivo" que tuvo una duración de 80 minutos a través de V Live . El grupo explicó su música y sus imágenes a través de la transmisión.  El video musical de 'MMM' fue lanzado el mismo día y superó los 10 millones de visitas aproximadamente 72 horas desde su lanzamiento en YouTube.  El grupo interpretó la canción en varios programas musicales de Corea del Sur como Show! Music Core de la cadena MBC e Inkigayo de la cadena SBS. 

## Rendimiento comercial
THE FIRST STEP: CHAPTER THREE superó los 210.000 pedidos físicos anticipados, convirtiendo a TRASURE en "vendedores de medio millón".  El  sencillo ocupó el primer lugar en el Gaon Album Chart en la semana número 46 de emisión de 2020. 
Debutó en el número cuatro en la lista de álbumes mensuales, vendiendo alrededor de 218.855 copias en noviembre.  Sin ninguna actividad promocional local, el sencillo principal 'MMM' encabezó el ranking integral en tiempo real de Rakuten Music, por tercera vez desde su debut.  La canción pasó del número 1 al número 4 en la lista durante cuatro días. Además, la canción apareció en 93 listas regionales, incluida Apple Music. El 14 de noviembre, el álbum encabezó la lista de ventas diarias de álbumes de Hanteo. 

## Lista de canciones
Lista de canciones y créditos según el 'TRACKLIST POSTER' publicado por YG.

| Lanzamiento digital |          |                                       |                                                                         |                                 |          |  |
| N.º                 | Título   | Letras                                | Música                                                                  | Arreglos                        | Duración |  |
| 1.                  | «MMM»    | CHOI HYUN SUK, GODOCK, HARUTO y YOSHI | AFTRSHOK, Awry, Brian U, Czaer, FUTURE BOUNCE, Jan Baars y Nathan Lewis | AFTRSHOK, Czaer y FUTURE BOUNCE | 3:28     |  |
| 2.                  | «ORANGE» | ASAHI, CHOI HYUN SUK, HARUTO y YOSHI  | ASAHI y FUTURE BOUNCE                                                   | FUTURE BOUNCE                   | 4:16     |  |
| 7:44                |          |                                       |                                                                         |                                 |          |  |

| Disponible únicamente en su formato físico |                         |        |                                                                         |                                 |          |  |
| N.º                                        | Título                  | Letras | Música                                                                  | Arreglos                        | Duración |  |
| 1.                                         | «MMM» (Instrumental)    |        | AFTRSHOK, Awry, Brian U, Czaer, FUTURE BOUNCE, Jan Baars y Nathan Lewis | AFTRSHOK, Czaer y FUTURE BOUNCE | 3:28     |  |
| 2.                                         | «ORANGE» (Instrumental) |        | ASAHI y FUTURE BOUNCE                                                   | FUTURE BOUNCE                   | 4:16     |  |
| 15:28                                      |                         |        |                                                                         |                                 |          |  |

## Listas musicales

### Lista semanal
| Chart (2020)                    | Posición más alta |
| ------------------------------- | ----------------- |
| Álbumes de Corea del Sur (Gaon) | 1                 |

### Lista mensual
| Chart (2020)                    | Posición más alta |
| ------------------------------- | ----------------- |
| Álbumes de Corea del Sur (Gaon) | 5                 |

### Lista de fin de año
| Chart (2020)                    | Posición más alta |
| ------------------------------- | ----------------- |
| Álbumes de Corea del Sur (Gaon) | 42                |

## Certificaciones y ventas
| Región                                                     | Certificación | Ventas de unidades certificadas |
| ---------------------------------------------------------- | ------------- | ------------------------------- |
| Corea del Sur (KMCA)                                       | Platino       | 250.000 ^                       |
| ^ Cifras de ventas basadas únicamente en la certificación. |               |                                 |

## Historial de versiones
| País          | Fecha                   | Formato                      | Agencia   | Ref.   |
| ------------- | ----------------------- | ---------------------------- | --------- | ------ |
| Varios        | 6 de noviembre de 2020  | Streaming · Descarga digital | YG        | [ 10 ] |
| Corea del Sur | 13 de noviembre de 2020 | CD                           | YG · YGEX | [ 24 ] |
| China         | 13 de noviembre de 2020 | CD                           | YG · YGEX | [ 25 ] |
| Japón         | 21 de noviembre de 2020 | CD                           | YG · YGEX | [ 26 ] |